# VBC Kanti Baden
Der VBC Kanti Baden ist ein Schweizer Volleyballverein aus Baden im Aargau. Der Verein wurde 1971 gegründet. Von 2001 bis 2004 spielte das erste Herrenteam – als erstes Aargauer Team – in der Nationalliga A (NLA). In der jüngeren Vergangenheit schaffte das erste Damenteam 2019/2020 den Wiederaufstieg in die NLB.
Der VBC Kanti Baden bietet Breiten- und Leistungssport und gehört mit mehr als 300 Aktivmitgliedern in 25 Teams zu den zehn grössten Volleyballvereinen der Schweiz. Im Zentrum der Vereinsphilosophie steht eine nachhaltige Jugendförderung. Nebst der sportlichen Ausbildung sollen soziale Aspekte wie Fairplay und Teamgeist vermittelt werden.

## Geschichte
Der VBC Kanti Baden wurde 1971 von Mitgliedern des Lehrerturnens an der Kantonsschule Baden ins Leben gerufen. Turnlehrer Rolf Meier zündete den Volleyballfunken im Lehrerturnen, nachdem er die Grundtechniken der neuen Sportart bei den Windischer Volleyballern unter der Leitung Frank Schmied erlernt hatte. Frank Schmied – damaliger Präsident des Schweizer Volleyballverbandes und eine der prägenden Figuren im Schweizer Volleyball (Mitglied CEV Sportkommission, FIVB Finanzchef) – anerbot sich, die erste Kantimannschaft meisterschaftstauglich zu machen. In der Saison 1971/1972 nahm der VBC Kanti Baden als erste Schulmannschaft an den überregionalen Meisterschaften Aargau/Zentralschweiz teil. Schon bald verstärkte sich die Lehrermannschaft mit begabten Schülern und Schülerinnen und Kanti stellte in der zweiten Saison 1972/73 bereits zwei Männerteams und ein Frauenteam.
Mit der Formulierung von Vereinsstatuten im Juni 1980 bekam der VBC Kanti Baden erst eine eigentliche Vereinsstruktur. Zusammen mit dem neuen Vorstand löste Zappa Zurmühle als erster Präsident den quasi Ein-Mann-Betrieb Res Anderegg ab. 1984 stieg das erste Herrenteam in die NLB auf; gleichzeitig gelang dem Damen 1 der Aufstieg in die höchste Regionalliga. Der Club wuchs schnell und entwickelte sich in den 1980er Jahren zum führenden Volleyballclub im Aargau. Ein Highlight der frühen Clubgeschichte war das Cupspiel gegen den mehrfachen NLA-Meister und Cupsieger Leysin am 17. Januar 1988. Knapp 700 Zuschauer fanden in die Kantihalle und feierten jeden Punkt, als Kanti fast den dritten Satz für sich verbuchte. Im Nachwuchsbereich verschafften sich die Juniorinnen A1 mit Trainer Andreas Schibli den Ruf als Serien-Aargauermeisterinnen. Nach vielen Jahren an der Spitze der NLB schaffte das erste Herrenteam in der Saison 1999/2000 unter Trainer Lorenz Ursprung den Sprung in die höchste Spielliga. Gleichzeitig erarbeitete Kanti ein neues Nachwuchskonzept. Mit der Gründung der Volleyballschule bot der Club fortan auch Volleyballtrainings für unter 16-Jährige. Als «NAB Kanti Baden» spielte das Herren 1 für drei Saisons in der NLA. In der Saison 2003/2004 erfolgte der freiwillige Abstieg – vordergründig aus finanziellen Gründen.
Die langjährige Dominanz der Herren endete 2005/2006 mit dem Abstieg in die 1. Liga. Nun machte sich vermehrt Frauenpower bemerkbar. Im vierten Anlauf schaffte das Damen 1 unter Trainer Harald Gloor 2012/2013 den Aufstieg in die NLB. Eine der Schlüsselspielerinnen war die damals 17-Jährige Laura Künzler, die 2016 als eine der ersten Schweizer Volleyballerinnen den Sprung ins Ausland schaffte. Nach einer Saison NLB verliess 2014 sowohl Harald Gloor als auch der Gros des Teams den Verein. Dieses Spieler-Vakuum machte sich durch den Abstieg des Damen 1 bis in die regionale 2. Liga bemerkbar. Mit dem langjährigen Nachwuchstrainer Moritz Fischer konnte ein neues Damen 1, nun vermehrt mit Eigengewächsen, aufgebaut werden. In der Saison 2017/2018 erfolgte der Aufstieg in die 1. Liga und nur zwei Jahre später gab Kanti das Comeback in der NLB. Die Aufstiegssaison 2019/2020 beendete das Damen 1 auf dem elften Platz und sicherte sich damit den Ligaerhalt. Seither spielt das Team in der Nationalliga B.
In der Saison 2013/2014 schaffte das erste Herrenteam nach zehn Jahren den Wiederaufstieg in die NLB. Nach einer Saison in der zweithöchsten Spielliga verpasste das Team um Trainer Markus Graber den Ligaerhalt und spielt seither in der 1. Liga.

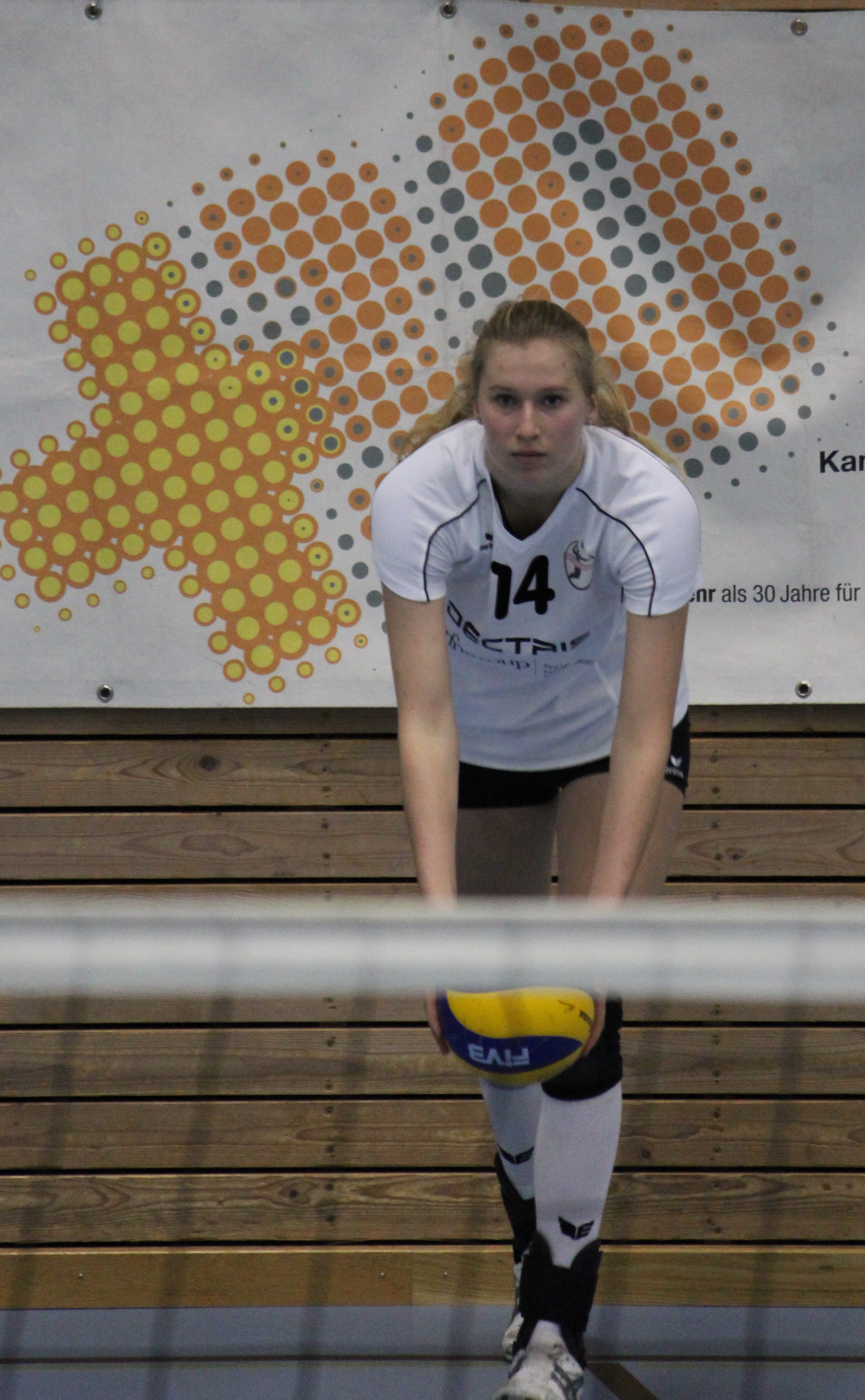
Laura Künzler am Service für Kanti an den Playoffs 2012/2013

## Sportliche Erfolge

### Herren 1
- 1983/84: Aufstieg NLB (16 Saisons)
- 1987/88: 1/4-Final Schweizer Cup vs. Leysin (NLA)
- 1990/91: 1/4-Final Schweizer Cup
- 1999/2000: Aufstieg NLA (3 Saisons)
- 2013/2014: Aufstieg NLB (1 Saison)

### Damen 1
- 1998/1999: Aufstieg NLB (1 Saison)
- 2012/2013: Aufstieg NLB (2 Saisons)
- 2018/2019: Aufstieg NLB (bis heute)
- 2024/2025: 1/4-Final Schweizer Cup[8]